# Kindersley (Saskatchewan)
Kindersley (offiziell Town of Kindersley) ist eine Gemeinde im Südwesten der kanadischen Provinz Saskatchewan. Die Gemeinde ist eine „urban municipality“ mit dem Status einer Kleinstadt (englisch Town) und verfügt, wie alle „urban municipalities“ in der Provinz, über eine eigenständige Verwaltung.
Kindersley ist ein wichtiges Einkaufs-, Dienstleistungs- und Verwaltungszentrum für die Region und hängt wirtschaftlich im Wesentlichen an der Landwirtschaft sowie der Öl- und Gasindustrie.

## Lage
Die Kleinstadt liegt in den nördlichen Ausläufern der Great Plains und ist umgeben von der Rural Municipality of Kindersley No. 290. Bis zur nächsten Großstadt, dem nordöstlich gelegenen Saskatoon, sind es Luftlinie etwa 190 Kilometer. Ebenfalls etwa 190 Kilometer Luftlinie, aber in Richtung Südwest, sind es bis nach Medicine Hat, aber bereits in der benachbarten Provinz Alberta gelegen.

## Geschichte
Ursprünglich Siedlungsgebiet der First Nations, hier im Wesentlichen der Cree und der Blackfoot, begann die Geschichte der heutigen Gemeinde nach dem Beginn des 20. Jahrhunderts mit der Ankunft der ersten europäischen Siedler. Wenige Jahre später erreichte eine Eisenbahnstrecke der Canadian Pacific Railway das Gebiet und die Ansiedlung erhielt im Jahr 1910 einen offiziellen Status (incorporated as a town).

## Demografie
Der Zensus im Jahr 2016 ergab für die Kleinstadt eine Bevölkerungszahl von 4571 Einwohnern, nachdem der Zensus im Jahr 2011 für die Gemeinde eine Bevölkerungszahl von noch 4678 Einwohnern ergeben hatte. Die Bevölkerung hat damit im Vergleich zum letzten Zensus im Jahr 2011 entgegen dem Trend in der Provinz um 2,3 % abgenommen, während der Provinzdurchschnitt bei einer Bevölkerungszunahme von 6,3 % lag. Im Zensuszeitraum von 2006 bis 2011 hatte die Einwohnerzahl in der Gemeinde noch etwas schwächer als der Provinzdurchschnitt um 6,0 % zugenommen, während die Gesamtbevölkerung in der Provinz um 6,7 % zunahm.

## Verkehr
Die Gemeinde wird von dem in Ost-West-Richtung verlaufenden Highway 7 sowie dem in Nord-Süd-Richtung verlaufendem Highway 21 durchquert. Außerdem verläuft eine Eisenbahnstrecke durch die Gemeinde. Etwa 5 Kilometer nördlich der Kleinstadt verfügt die Gemeinde mit dem Kindersley Regional Airport auch über einen kleinen Flughafen (IATA-Flughafencode: YKY, ICAO-Code: CYKY, Transport-Canada-Identifier: ohne). Der Flugplatz verfügt über zwei Start- und Landebahnen, von denen die Länge asphaltiert ist und von rund 1000 Meter lang ist.

## Söhne und Töchter der Stadt
- David Lewis (* 1953), Eishockeyspieler und -trainer
- Bob Bourne (* 1954), Eishockeyspieler, -trainer und -funktionär
- Greg Paslawski (* 1961), Eishockeyspieler
- Devin Edgerton (* 1970), Eishockeyspieler
- Curtis Glencross (* 1982), Eishockeyspieler
- Derek Dorsett (* 1986), Eishockeyspieler